# صامويل باير
صامويل باير (بالإنجليزية: Samuel Bayer) (و. 1965 – م) هو مخرج سينمائي، ومصور سينمائي من الولايات المتحدة الأمريكية. ولد في سيراكيوز، نيويورك.

## التعليم
تعلم في مدرسة الفنون المرئية.

## وصلات خارجية
- صامويل باير على موقع IMDb (الإنجليزية)
- صامويل باير على موقع روتن توميتوز (الإنجليزية)
- صامويل باير على موقع قاعدة بيانات الأفلام العربية
- صامويل باير على موقع ألو سيني (الفرنسية)
- صامويل باير على موقع ميوزك برينز (الإنجليزية)
- صامويل باير على موقع أول موفي (الإنجليزية)
- صامويل باير على موقع قاعدة بيانات الأفلام السويدية (السويدية)
- صامويل باير على موقع ديسكوغز (الإنجليزية)
- صامويل باير على موقع قاعدة بيانات الفيلم (الإنجليزية)
- صامويل باير على موقع كينوبويسك (الروسية)

صامويل باير في قاعدة بيانات الأفلام على الإنترنت